# Prydniprowśk Dniepropetrowsk
Prydniprowśk Dniepropetrowsk (ukr. Хокейний клуб «Придніпровськ» Дніпропетровськ) – ukraiński klub hokejowy z siedzibą w Dniepropietrowsku.

## Historia
Klub został założony 12 grudnia 2006 jako Prydniprowśk Dniepropetrowsk.
Od sezonu 2008/09 występuje w ukraińskiej Wyższej Lidze.

## Sukcesy
- 2 miejsce we Wschodniej Dywizji Mistrzostw Ukrainy (1 raz): 2009